# بکر رفعت
بکر رفعت (ترکی استانبولی: Bekir Refet; ۲۲ مهٔ ۱۸۹۹ – ۵ آوریل ۱۹۷۷) بازیکن فوتبال اهل ترکیه بود.
از باشگاه‌هایی که در آن بازی کرده‌است می‌توان به باشگاه فوتبال کارلسروهه اف‌وی، باشگاه فوتبال فنرباغچه، و باشگاه فوتبال کارلسروهه اشاره کرد.
وی همچنین در تیم ملی فوتبال ترکیه بازی کرده‌است.